# 中牟县
中牟县，古称“圃田”、“牟州”，是中华人民共和国河南省郑州市下辖的一个县，位于黄河南岸，总面积917平方公里，人口约141.45万人。县人民政府駐广惠街街道商都大道1号。
中牟县于西汉初年置县，至今已有2200多年历史，是历史上著名的官渡之战的发生地。近年来，中牟县因地处省会郑州市和古都开封市之间，成为“郑汴一体化”的核心区域。随着中原经济区、郑州航空港经济综合实验区相继上升为国家战略，中牟经济发展迅速，成为投资焦点区域。2019年的全国综合经济竞争力百强县（市）中，中牟县位列第82位，并入选2019年全国投资潜力十强县（市）。2024年11月16日， 郑州市政府宣布在中牟县设立河南中牟新区功能区。

## 地理
中牟县位于河南省中部偏北，地处黄河南岸，东南与尉氏县接壤，西南与新郑市毗邻，西连郑州市金水区和管城回族区，北隔黄河与原阳县相望，东连开封市龙亭区与祥符区。

### 地形
中牟县属黄淮平原，全县土地岗、洼相间，北部和中部受黄河和贾鲁河冲积影响，沿贾鲁河、运粮河形成自西北向东南略呈倾斜的两大扇形槽状地带，南部则受伏牛山余脉影响，岗垄起伏。全县基本地势为西高东低，南北高中间低的槽状地带，西南部最高，东南部最低。全县最高点海拔154米，最低点海拔73米，县城海拔78.1米。主要河流有黄河、贾鲁河、七里河、运粮河等。

## 人口
根據第七次人口普查數據，截至2020年11月1日零時，中牟縣常住人口為702657人。

## 历史

### 先秦时期
中牟境内早在约公元前5000至前6000年已有人类活动痕迹，业王遗址、冯庄古墓群系新石器时期裴李岗文化遗存，从中出土的石磨盘、石磨棒、石铲等文物，证明早在约8000年前就有人类在此活动。西周时中牟属管国封地，周穆王十三年（公元前964年），圃田被划为供帝王和贵族游玩、打猎的园林。春秋时期置清邑，属郑国，周景王二十三年(公元前522年)，郑国奴隶在地处中牟东北的萑苻泽聚众反抗郑国统治者，称“萑苻泽起义”。战国时期置中牟邑，属魏国。

### 秦汉、魏晋、南北朝时期
秦朝时中牟属三川郡管县，秦二世三年（公元前207年），刘邦在曲遇聚（今中牟县城东南韩寺镇东古城）打败秦将杨熊。西汉初年始置中牟县，属河南郡。汉高帝六年（公元前202年）十月，中牟县首次修筑县城，城址在今县城东。汉高帝十二年（公元前195年）置中牟侯国，元鼎五年（公元前112年）恢复中牟县。汉献帝建安五年（200年），曹操在中牟官渡以弱胜强，击败袁绍，为史上著名的“官渡之战”。三国时期中牟属曹魏司州，黄初四年（223年），曹操之孙曹楷迁中牟，封为中牟王。次年改封任城王，中牟复为县。两晋时期，中牟属司州荥阳郡。南北朝时期，先属南朝刘宋司州荥阳郡，后属北朝北魏，并入北豫州荥阳郡阳武县。景明元年（500年）复称中牟县。东魏天平元年（534年），北豫州广武郡从荥阳、中牟交界处划地置曲梁县，郡治中牟。北齐时废曲梁县。北周保定五年（566年），中牟县治迁于圃田城。

### 隋唐至明清时期
隋开皇元年（581年），因避讳改中牟为内牟，治所不变。开皇十六年（596年）内牟县析为内牟、管城、郲城(一说郏城)三县，于中牟旧城置郲城（郏城）县。开皇十八年（598年）改内牟为圃田，属豫州荥阳郡，属豫州荥阳郡。大业二年（606年）废郲城（郏城）县，又移圃田县于中牟故城。唐武德元年（618年）复名中牟县。武德三年（620年）改中牟为牟州。武德四年（621年）废牟州，仍为中牟县，属管州。贞观元年（627年）中牟县改属汴州，龙朔二年（662年）属郑州。五代十国时，后梁时属东京开封府，后唐时属郑州，后晋、后汉及后周属东京汴州。北宋时属京畿开封府，金朝时属南京路开封府，元朝时属河南江北行省汴梁路。明清时期属河南省开封府。

### 近现代时期
中华民国时期，中牟县先后属河南省豫东道、河南省第二行政区、河南省第一行政督察区。1947年10月22日，中国人民解放军占领中牟县，中牟县人民民主政府迁入县城。1948年7月，中牟县属中共豫皖苏第五行政区，1949年1月属河南省陈留专区，1952年6月，郑州专区与陈留专区合称郑州专区，中牟属之，同年郑州专区改称开封专区。1983年7月，中牟县划归郑州市管辖。2004年10月27日，在中牟縣狼城岗镇曾发生回汉冲突事件。

## 行政区划
中牟县下辖4个街道办事处、14个镇、1个乡：
青年路街道、东风路街道、广惠街街道、韩寺镇、官渡镇、狼城岗镇、万滩镇、白沙镇、郑庵镇、张庄镇、黄店镇、大孟街道、九龙镇、刘集镇、八岗镇、雁鸣湖镇、姚家镇、三官庙镇和刁家乡。

## 经济
中牟县位于郑州市和开封市之间，紧邻郑东新区，为“郑汴一体化”的核心区域，近年来经济增长较快，2020年，中牟县GDP总量为435.9亿，若包含县境内属郑东新区、郑州经开区与郑州航空港区代管的部分，GDP总量则达1259.10亿，为河南省较具实力的县（市）之一，在2019年全国综合经济竞争力百强县（市）中位列第82位。中牟的经济结构传统上以农业为主，是郑州的“果园”和“菜田”，主要特产品有大蒜和西瓜，其中大蒜的产量占全国总产量的四分之一，中牟西瓜闻名于全国。近年来中牟的工业发展迅速，位于县城南侧的中牟汽车工业园是郑州市汽车产业集聚区的主要部分，汇聚了包括宇通客车、上汽集团、郑州日产汽车、海马新能源、红宇集团在内的多家汽车制造企业，并有20余家汽车零部件生产企业落户，形成了较为完整的汽车产业链，2018年工业园整车销量达11万辆，在新能源车方面，中牟2018年新能源电池产能达到60亿安时，新能源整车产量突破1万辆，新能源产值达到82亿元。
第三产业方面，2013年5月于中牟县设立了郑州国际文化创意产业园（简称郑州文创园），重点发展文化旅游产业。截至2020年，郑州文创园已建成运营郑州方特旅游度假区、建业·华谊兄弟电影小镇、郑州绿博园、郑州杉杉奥特莱斯购物广场等10个项目，累计引进各类项目116个，完成固定资产投资760亿元，接待游客量突破4000万人次。

## 交通

### 铁路
陇海铁路的前身汴洛铁路1905年开始修建，并于1909年通车，使中牟县成为河南省内较早有铁路服务的地区。目前陇海铁路在境内设有韩庄镇站、邵岗集站、中牟站、占杨站和南寺站等铁路车站，均为货运车站，不办理客运。

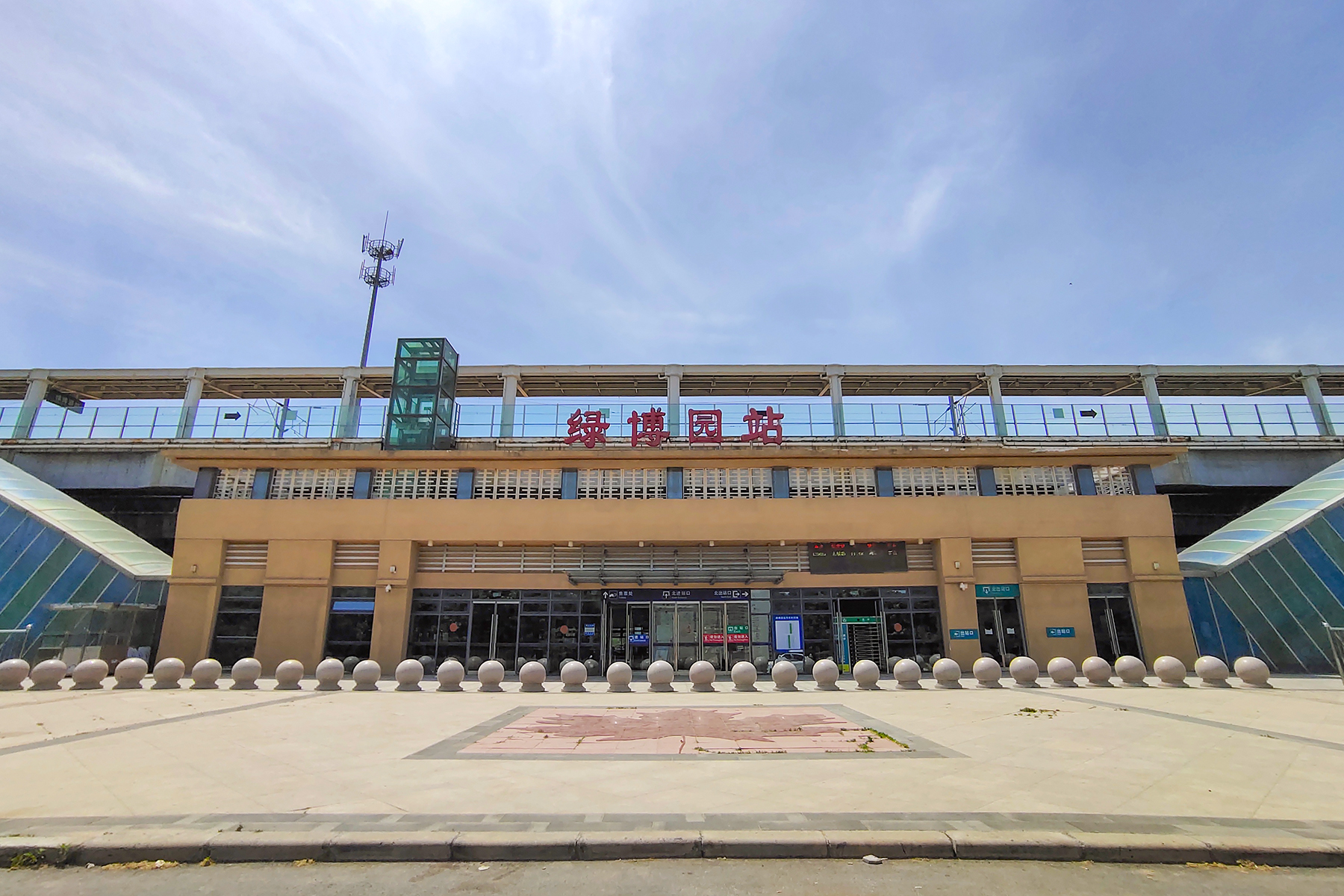
郑开城际铁路绿博园站

高速铁路方面， 徐兰高速铁路从县境北部经过，并未于境内设置车站，但郑州东站位于县城以西约20公里处，可较方便前往。2009年12月29日， 郑开城际铁路开工，并于2014年12月28日开通运营。郑开城际铁路沿郑开大道南侧架设，途径中牟县城北部的刘集镇和大孟镇，并在县境内设有贾鲁河站和绿博园站。另外，位于郑州航空港经济综合实验区的高铁枢纽站郑州航空港站亦属中牟县范围内。郑州航空港站是 郑渝高速铁路和 郑阜高速铁路的交汇站，于2017年7月开工，2019年9月建成站场，2022年6月20日开通运营。郑州航空港站设30台32线，与郑州东站规模相仿，为全国最大的高铁场站之一。

### 公路

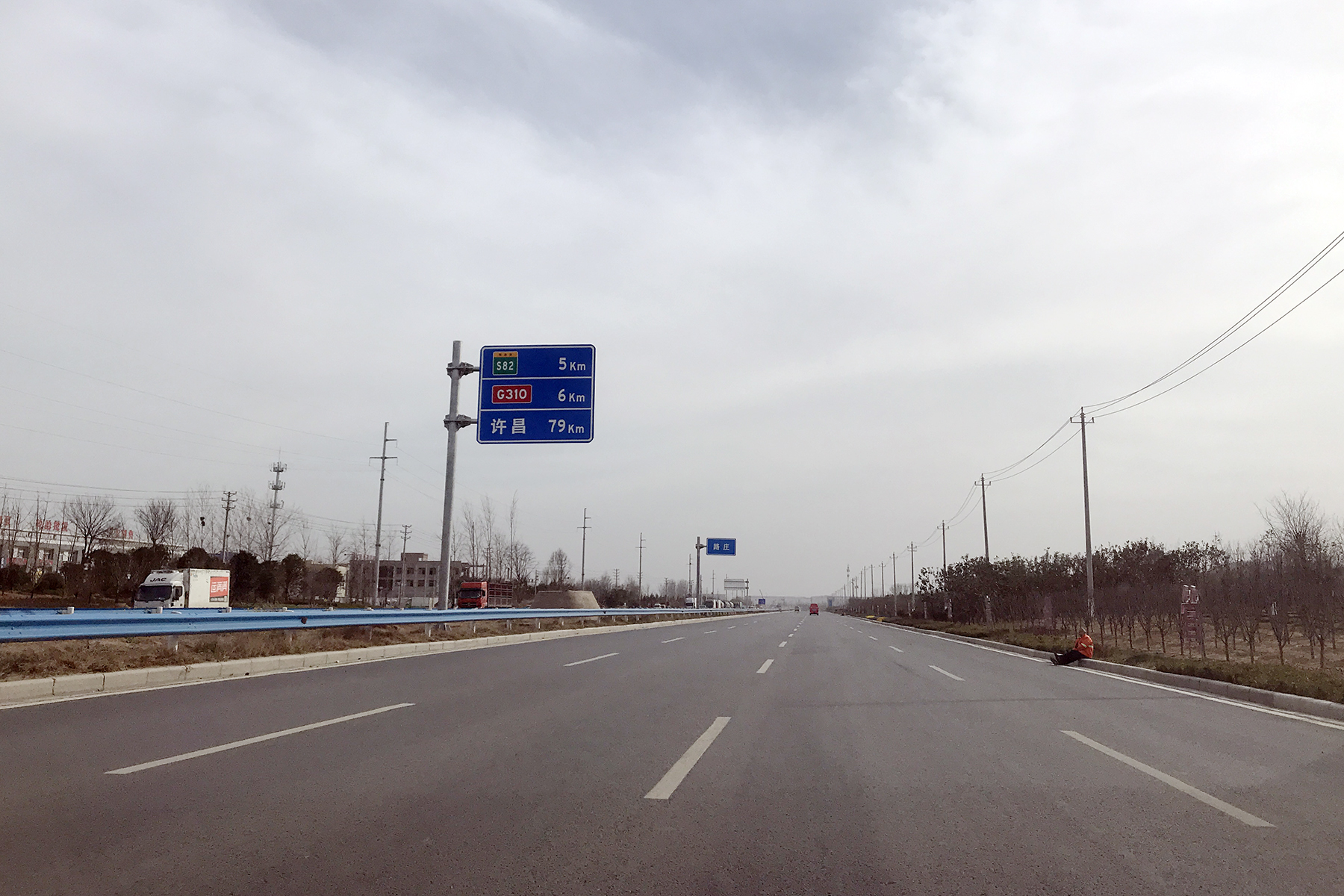
中牟境内的107国道

古代即有两条驿道经过中牟，可供行人和车马行驰，分别为长安至大梁驿道和大梁至泽州驿道，并设有圃田驿站。公路则于民国初年初创，开封至郑州汽车道及海（连云港）郑（郑州）国防砖渣公路途径中牟。1938年发生花园口决堤事件，公路毁于洪水。
目前，中牟县已有较为发达的公路网络， 连霍高速横贯全境， 京港澳高速和 郑州机场高速从县境东南部穿过， 郑民高速和 京武高速亦分别途径县域的南部和东部，通过 郑民高速可直通郑州新郑国际机场，此外还有 107国道、 310国道、 225省道和 312省道等国道和省道，以及郑开大道、郑汴物流快速通道（ 314省道）等市域快速路途经。

### 公共交通

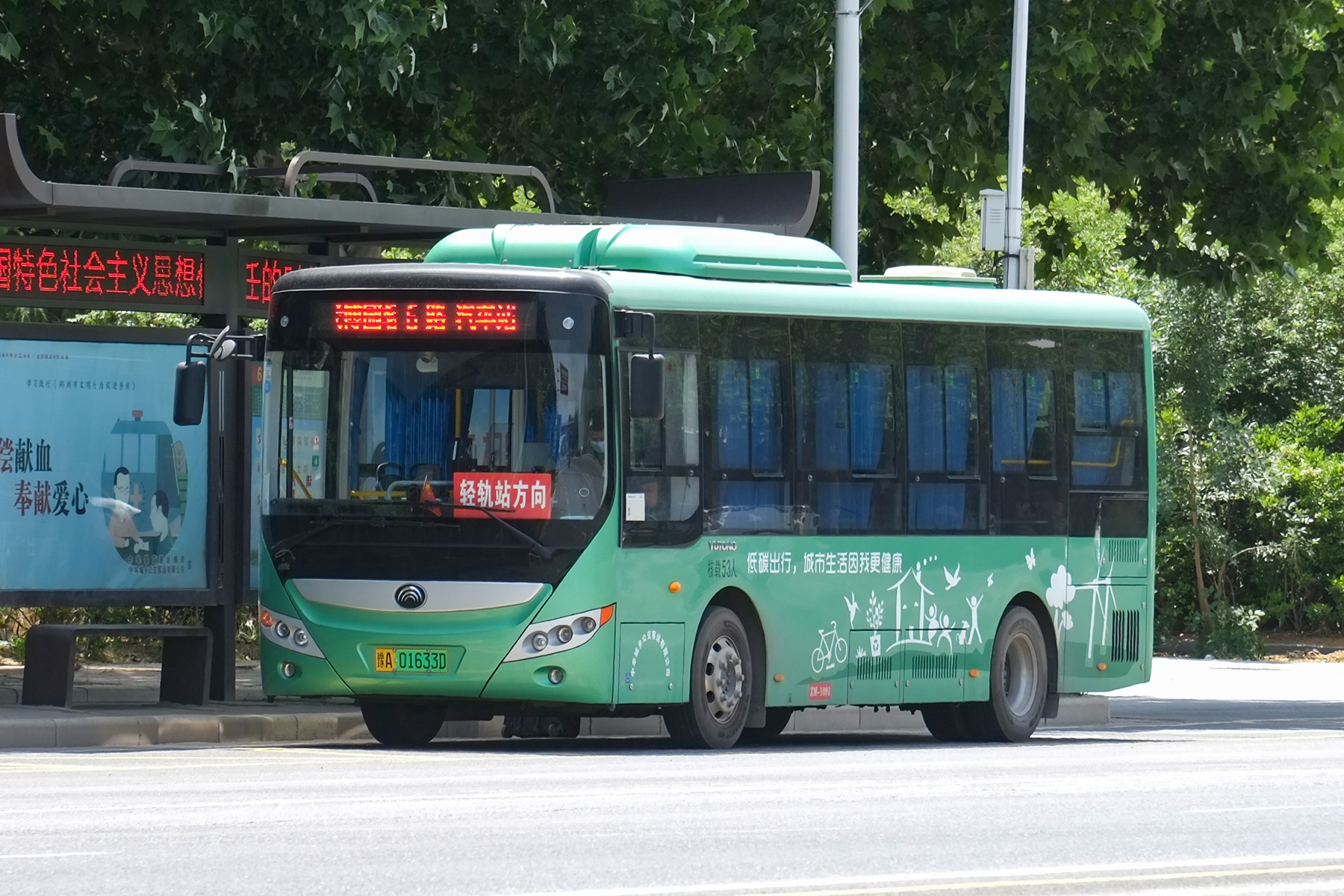
中牟公交

县内交通方面，中牟城乡公交客运公司于2019年购入120台纯电动公交车，实现了县内公交线路的公营化，并新开通4条线路及对原有线路进行优化，使公交线路涵盖了城区主要区域，基本实现县城中心城区公共交通站点300米全覆盖，县城内公共交通站点500米全覆盖。中牟公交运行班次为每3至8分钟一班，高峰期内调整为3-5分钟一班，首末班时间夏季为早6:00至20:00，冬季为早6:00至19:00。2020年8月，中牟公交新开通3条线路，并投运一批新型公交车。
轨道交通方面，在建的郑州地铁8号线贯穿郑州东西，通车后将连通中牟与郑州市区。

## 文化旅游

### 名胜古迹
中牟县为三国时期著名的“官渡之战”的发生地，当地政府为振兴旅游业，于1992年决定以现存遗迹为基础开发“官渡古战场”旅游区，并于1993年5月1日开业。同年8月，旅游区产权由县政府转移至黄河旅行社，后因经营不善而逐步衰败。中牟县内的古迹还有位于黄店镇冉家村的寿圣寺双塔，双塔建于北宋时期，2013年被列为第七批全国重点文物保护单位。此外，县境内的河南省文物保护单位还有后魏遗址、大寨遗址、业王遗址、老寨遗址、东古城遗址、校氏墓地，共六处。

### 旅游产业

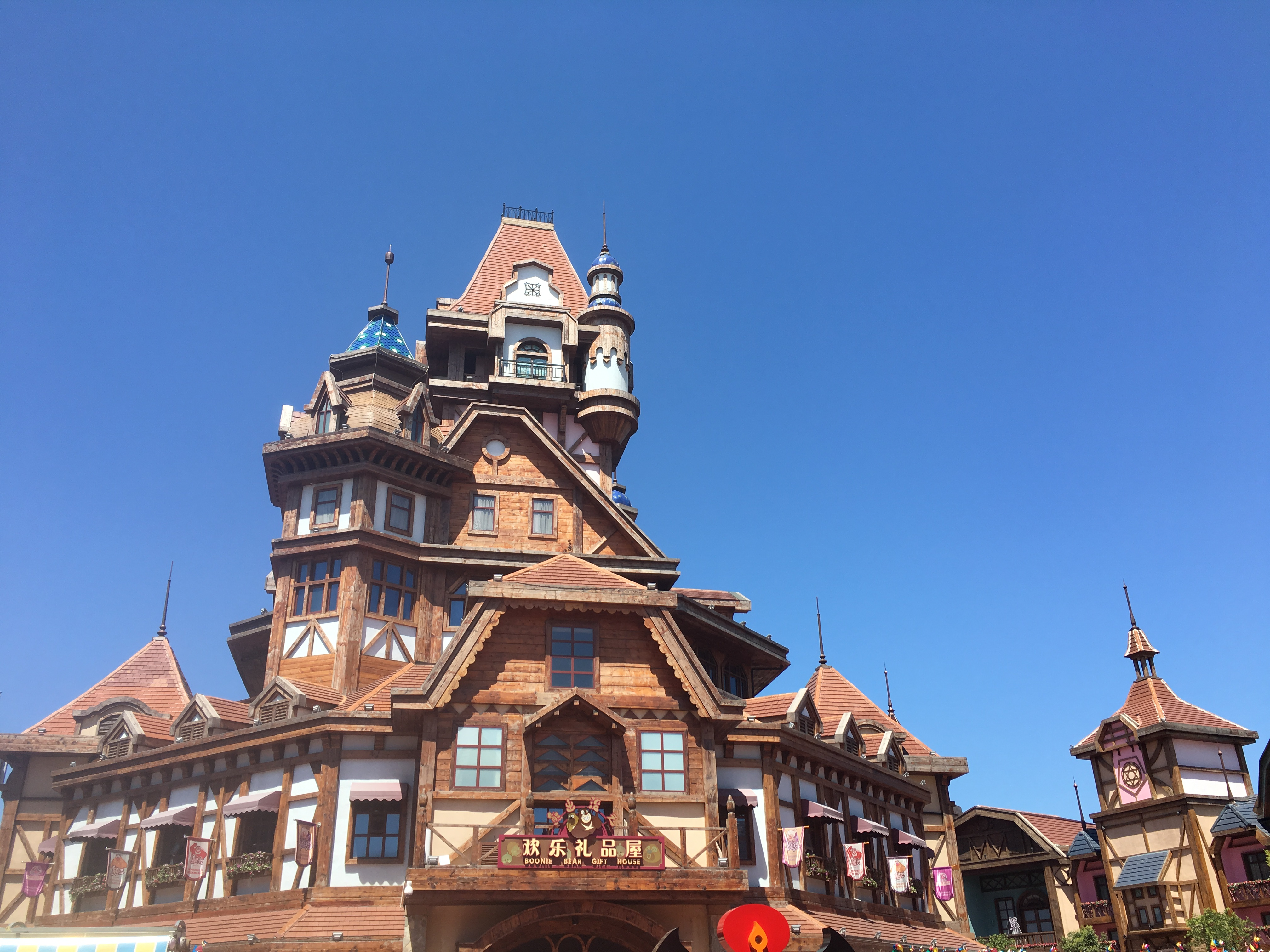
郑州方特旅游度假区

近年来，随着郑州文创园的发展，在中牟境内新建了一批文旅景点，包括郑州方特旅游度假区、建业·华谊兄弟电影小镇、郑州绿博园等，吸引了不少游客前来游玩。截至2016年，中牟县拥有国家AAAA级旅游景区2个、国家AAA级旅游景区和国家AA级旅游景区各1个。中牟的旅游接待人次由2010年的350万增至2015年的667万，同比增长90.6%，旅游总收入由28.9亿元增至2015年的63亿元，同比增长118%。